# Volo Aeroflot 31 (1955)
Il volo Aeroflot 31 era un volo cargo dall'aeroporto di Mosca-Bykovo all'aeroporto di Koltsovo con scalo all'aeroporto di Gorky. Il 13 gennaio 1955, il Lisunov Li-2 che operava sulla rotta si schiantò durante il decollo a causa di un guasto al motore destro. Le indagini ipotizzarono che la causa dell'incidente fosse un sabotaggio.

## L'aereo
L'aereo dell'incidente era un Lisunov Li-2T (codice di registrazione CCCP-Л5000, numero di serie 33444902), un tipo di aereo pressoché identico al Douglas DC-3. Volò per la prima volta nel 1953 e al momento dell'incidente aveva accumulato 2.188 ore.
L'aereo trasportava 1.989 kg (4.385 lb) di carico, che consisteva in 1.828 kg (4.030 lb) di posta e giornali, 92 kg (203 lb) di vestiti e 69 kg (152 lb) di parti di aereo per Sverdlovsk.

## L'incidente
Il pilota effettuò il decollo alle 11:28. A 20–30 m (66–98 piedi), il motore destro si guastò. L'aereo perse rapidamente quota, scontrandosi con diversi alberi e colpendo una casa a un chilometro di distanza dall'aeroporto alle 11:30, uccidendo tutti e cinque i membri dell'equipaggio a bordo. I rottami presero fuoco, distruggendo l'auto e la casa. Non ci furono vittime a terra, poiché il proprietario se n'era andato pochi minuti prima dello schianto.

## La causa
Gli investigatori stabilirono che la causa era un sabotaggio, evidenziato da un dado o una vite M4 posizionati nel sistema di alimentazione del Li-2, che provocarono il guasto della pompa del carburante. Otto giorni prima dell'incidente era stato segnalato un caso simile.